# 菅井竹吉
菅井 竹吉（すがい たけきち、1871年 - 1944年）は、ハンセン病療養所外島保養院の初代医長。光田健輔と同様、済生学舎出身であるが、光田同様、よくハンセン病を精力的に研究した。

## 生涯
1871年、京都府にて出生。1890年、薬剤師試験に合格。1892年、済生学舎にて勉強後、医師開業試験に合格。富山の市立病院、大阪の桃山病院勤務。1897年、東京大学病理教室に入る（山極教授)1898年9月、養育院に入局（光田健輔より2カ月後）1903年、大阪高等医学校教諭。病理学、法医学、精神神経科を教える。1909年、外島保養院初代医長。大阪高等医学校校長の推薦による。1年半は、大阪高等医学校教諭兼任であった。1910年10月、血清反応の研究をドイツの雑誌に掲載し、医学博士。済生学舎出身としては異例である。1923年7月、外島保養院辞任。1925年、腹部腫瘍で開腹手術。(大阪の鳥潟病院)1939年、大阪大学病院に入院。1944年2月、永眠。

## 論文
(一部である）
- 菅井竹吉・物部一二：「ライ菌と昆虫との関係」、皮膚科泌尿器科雑誌,1909,1910.
- 菅井竹吉・馬渕秀逸：「ライ患者200名の統計的観察」、岡山医誌、1910.
  - 日本皮膚科全書、らい、に引用されている。血族内感染は27.5%.
- 菅井竹吉・物部一二：「ライ患者初生児の血液検査と血液中のライ菌」、大阪医誌、1911.
  - 菅井竹吉・物部一二：（ライの家族内感染に関する研究）、東京医事新誌、1912.
    - この論文は 『日本らい史』 に詳しく引用されている。95名の家族内感染のうち、父系家族64人,母系家族25名、残り6名は両系であった[1]。
- 菅井竹吉・「ライに対する動物感受性の研究」、東京医学誌、1902,1903,1904,1907,1912.
- 菅井竹吉・「ライにおける凝集反応および補体結合反応」、大阪及び東京医学誌、1907,1909,1910,1912.
- 菅井竹吉・馬渕秀逸：「ライと丹毒」。岡山医誌、1910.
- 菅井竹吉・正木実：「ライ患者の眼疾」、皮膚科泌尿器科雑誌、1914.
- 菅井竹吉・正木実：「ライと結核、肺癌問題」、大阪医学誌、1914.
- 菅井竹吉・物部一二・馬渕秀逸：「ライ患者の血清療法」、大阪医誌、1910.
- 菅井竹吉・熊谷謙三郎：「ライ患者の乳汁中の菌」、東京医事、1915.
- 菅井竹吉・宮原敦：「ライ患者羊水中の菌」、医学中央誌、1915.
  - 『回春病室』 に大阪療養所の菅井博士はらい患者が産んだ初生児の胎盤とその血液の中にらい菌を発見してことがあります、と書かれている。[2]
- 菅井竹吉・川畑清彦：「ライ菌、結核菌の動物消化器内の運命」、日本消化器誌、1918.
- 菅井竹吉：「ライ菌と蛆」、皮膚科泌尿器科雑誌、1922.
- 菅井竹吉：「脳室に発生したライ結節」、医学中央誌、1915.
- 菅井竹吉・香川斐雄：「ライ菌とレシチン」、医学中央誌、1913.
- 菅井竹吉：「ライにトラコーマと結膜結核が併発した例」、東京医事、1913.
- 菅井竹吉：「ライの治療法」、1914. 東京神田三秀社.
- 菅井竹吉：「口腔ライ」、皮膚科泌尿器科雑誌、1921.
- 菅井竹吉：「ライ及び結核に対する科学的療法」、東京医事誌、1916.
- 菅井竹吉：「クッペル、チァニール、チアンカリーが結核､ライに対する作用」、皮膚科泌尿器科雑誌、1916.
  - この治療法は思い入れが強かったが、認められなくなり、意欲がなくなったという。
- 菅井竹吉：「ライおよび結核の化学療法、動物並びに臨床実験」、日本微生物病会誌、1917.
- 菅井竹吉：「外島保養院の回顧」、公衆衛生雑誌、41,7号、1924.

## 評判と批判
傑出した勉強家であったという。菅井竹吉の古い友人である、北里蘭は次の短歌を作っている。たけむらの中をひともと抜けいでて、世の風下に立たざりし君

### 性の隔離問題について
1919年12月19,20日に全国公私立らい療養所長を内務省衛生局に意見を聞いた記録がある。菅井竹吉は「甚だこういう席で申し上げるのを憚りますけれども、らい患者の女郎もやるし、芸者もやるという所まで砕けたらどうと考えます。そこまで砕けて愉快に別天地で暮らせるという所までいたしたい。そういうことに致しますれば　騒乱の起こることはなかろう」と発言した。猪飼隆明はほとんどまともな人権感覚は存在しないのだろうと批判している。

## 文献
- 山本俊一『日本らい史』　東京大学出版会、1993. ISBN 4-13-066401-8 / C3047 P8755E
- 旧外島保養院誌　桜井方策　(3)(4),(9),(12),楓 1968-1971